# Étienne Bâtard
Étienne Bâtard, décédé vers 1760, était un combattant micmac de Miramichi, du Nouveau-Brunswick au Canada, qui joua un rôle significatif dans la guerre anglo-micmaque qui dura de 1749 à 1753 et précéda la Guerre de la conquête.

## Histoire
Au début de l’automne 1750, un regroupement de Micmacs dont fait partie Bâtard, vient prêter main-forte aux Français, qui tentent de terminer la construction du fort Beauséjour, près de Beaubassin tout en nuisant à celle du fort anglais qui lui fait face, le Fort Lawrence, du nom du gouverneur Charles Lawrence qui organise en 1755 la déportation des Acadiens.
Lors de ces affrontements, Étienne Bâtard règle ses comptes avec un officier anglais qui avaient tenu des propos provocants quelques années plus tôt, ce qui provoque l'émotion dans les troupes anglaises mais aussi côté français.
L’année suivante, Bâtard quitte Beauséjour après avoir été accusé, puis blanchi, d’avoir entretenu des contacts avec l’ennemi. En 1753, il se joint au groupe du chef micmac Jean-Baptiste Cope, qui dirige une attaque contre des soldats de Halifax, mais intervient pour sauver la vie d'un des officiers anglais.